# Wallace Smith
Pour les articles homonymes, voir Smith.
Wallace Smith, né le 30 décembre 1888 à Chicago et mort le 31 janvier 1937, est un illustrateur de livres, dessinateur de bandes dessinées, journaliste, auteur et scénariste américain.

## Biographie
Né à Chicago en 1888, Smith est devenu correspondant de Washington pour le Chicago American à l'âge de 20 ans, restant avec ce journal pendant plus d'une décennie. Selon le livre The Madhouse on Madison Street, Smith était « l'un des journalistes les plus colorés qui ait jamais travaillé pour The Hearst Papers », et est né avec le nom de famille de Schmidt, qu'il a changé pour Smith pendant la Première Guerre mondiale.
Il a été envoyé au Mexique et a illustré des rapports sur plusieurs campagnes de Pancho Villa contre le  Carranza.
En 1921-20, il a été affecté à la Californie pour couvrir les procès Roscoe Arbuckle et le cas de meurtre [William Desmond Taylor].
En 1923-1924, il a contribué avec ses illustrations (en utilisant le surnom "Vulgus") pour The Chicago Literary Times, un magazine réalisé dans le format et le style d'une feuille de scandale tabloïd, cofondée par Ben Hecht et Maxwell Bodenheim avec qui il a précédemment collaboré illustrant leurs livres.
Smith a déménagé à Hollywood qui se lance dans une carrière réussie et antérieure à l'écriture de scénarios. Ses services étaient très demandés - il a écrit ou contribué à vingt-six scénarios, les améliorant souvent avec des croquis de scène détaillés. Le travail de film de Smith comprenait des adaptations d'écran de ses romans  Le capitaine déteste la mer  et The Gay Desperado et aussi Two Arabian Knights, The Lost Squadron, Friends and Lovers.
En 1935, le roman de Smith, Bessie Cotter, à propos de la vie d'une prostituée dans les rues de Chicago a été jugé indécent en Angleterre et l'éditeur a condamné à une amende de 1 000 $. Il a été publié un an plus tôt aux États-Unis.
Il est décédé d'une crise cardiaque dans son domicile à Hollywood le 31 janvier 1937 et a laissé dans le deuil son épouse, Echo Smith. Ses papiers d'archives sont à la Université de l'Oregon. Les articles incluent les manuscrits de Smith et les pièces publiées, la correspondance mineure, les dessins et illustrations, les photographies et les documents divers.

## Illustrations

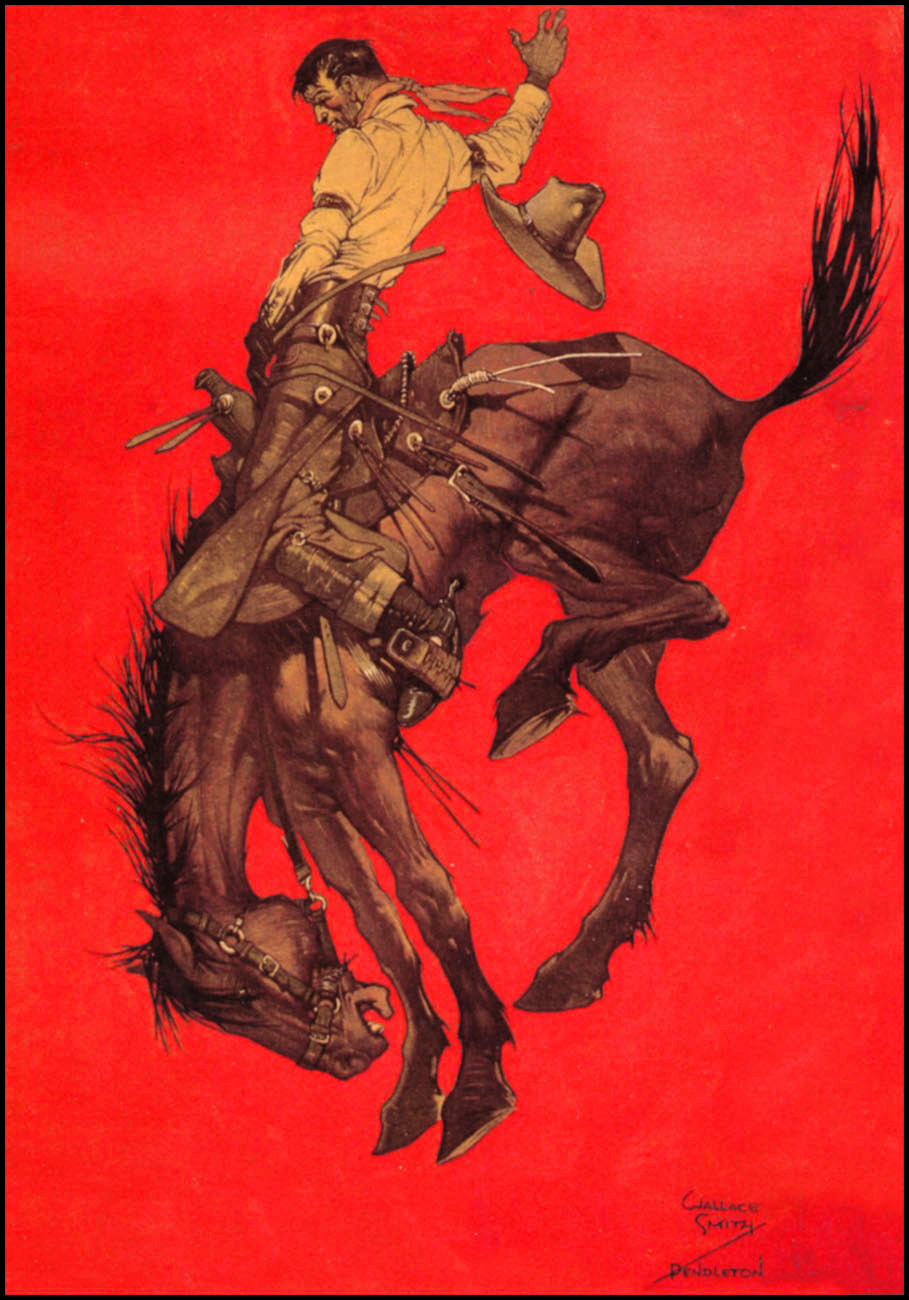
Wallace Smith illustration for Pendleton Round Up Association.
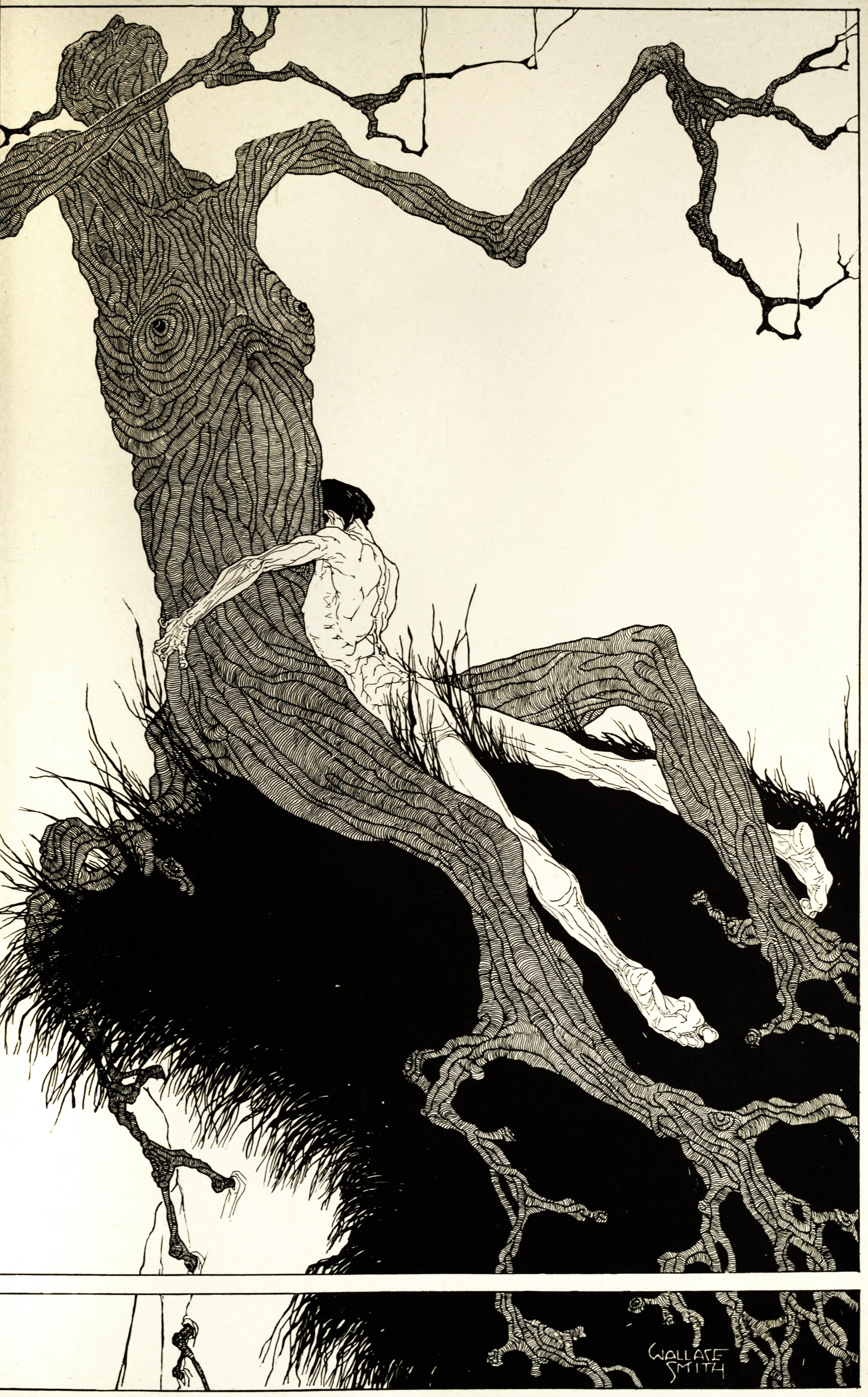
Fantazius Mallare illustration
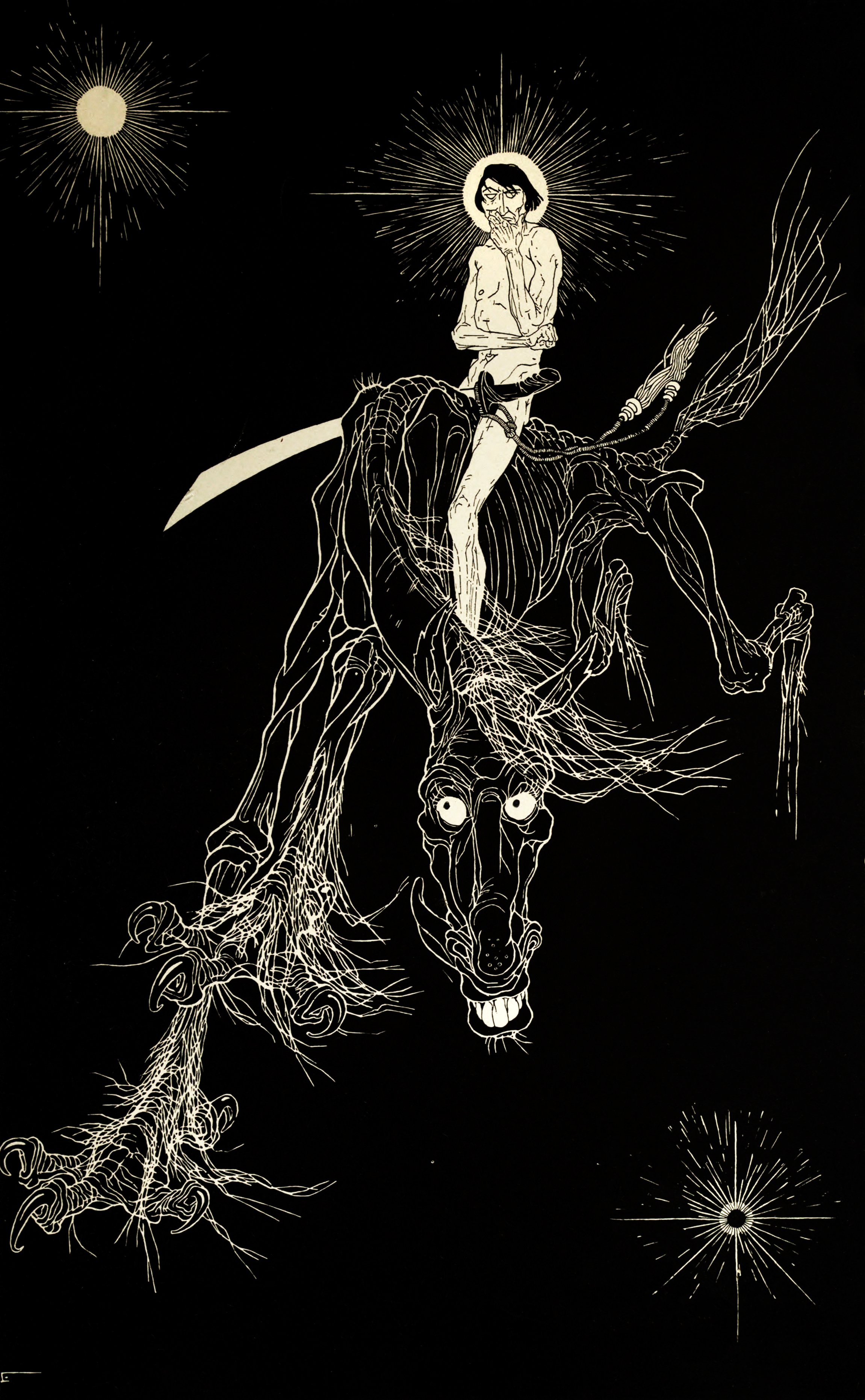
Fantazius Mallare - Second Drawing
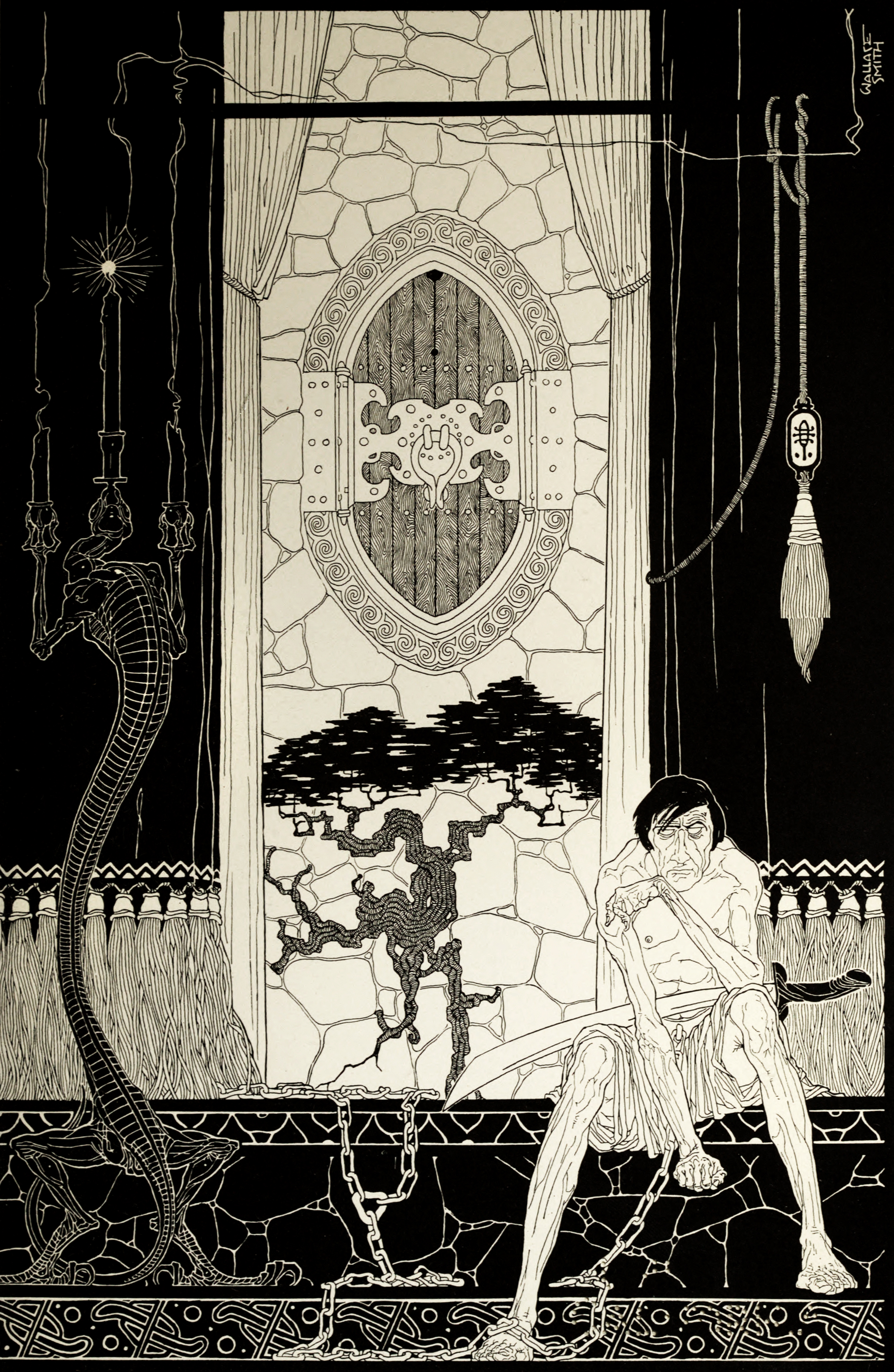
Fantazius Mallare - Third Drawing
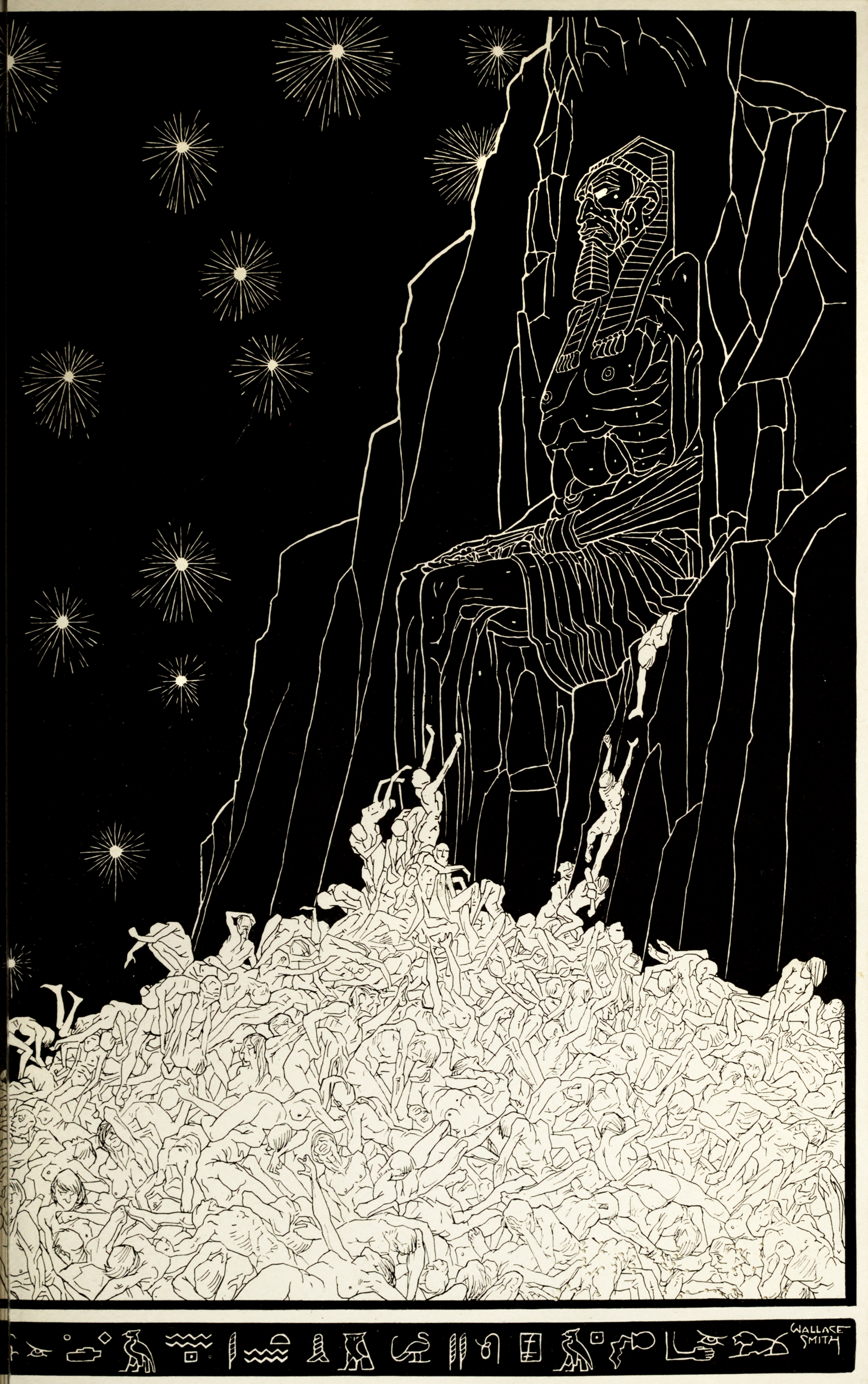
Fantazius Mallare - Fourth Drawing
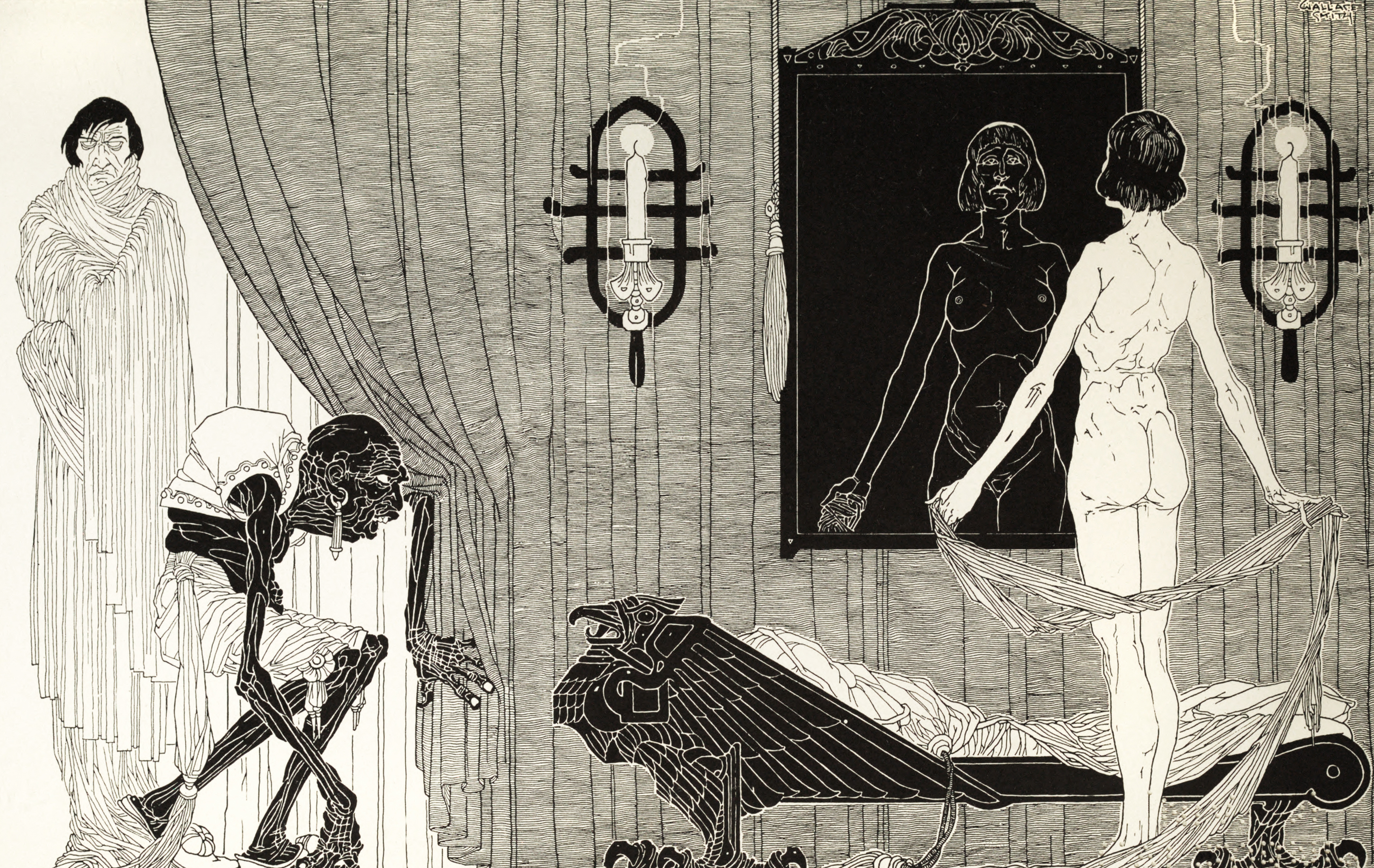
Fantazius Mallare - Fifth Drawing
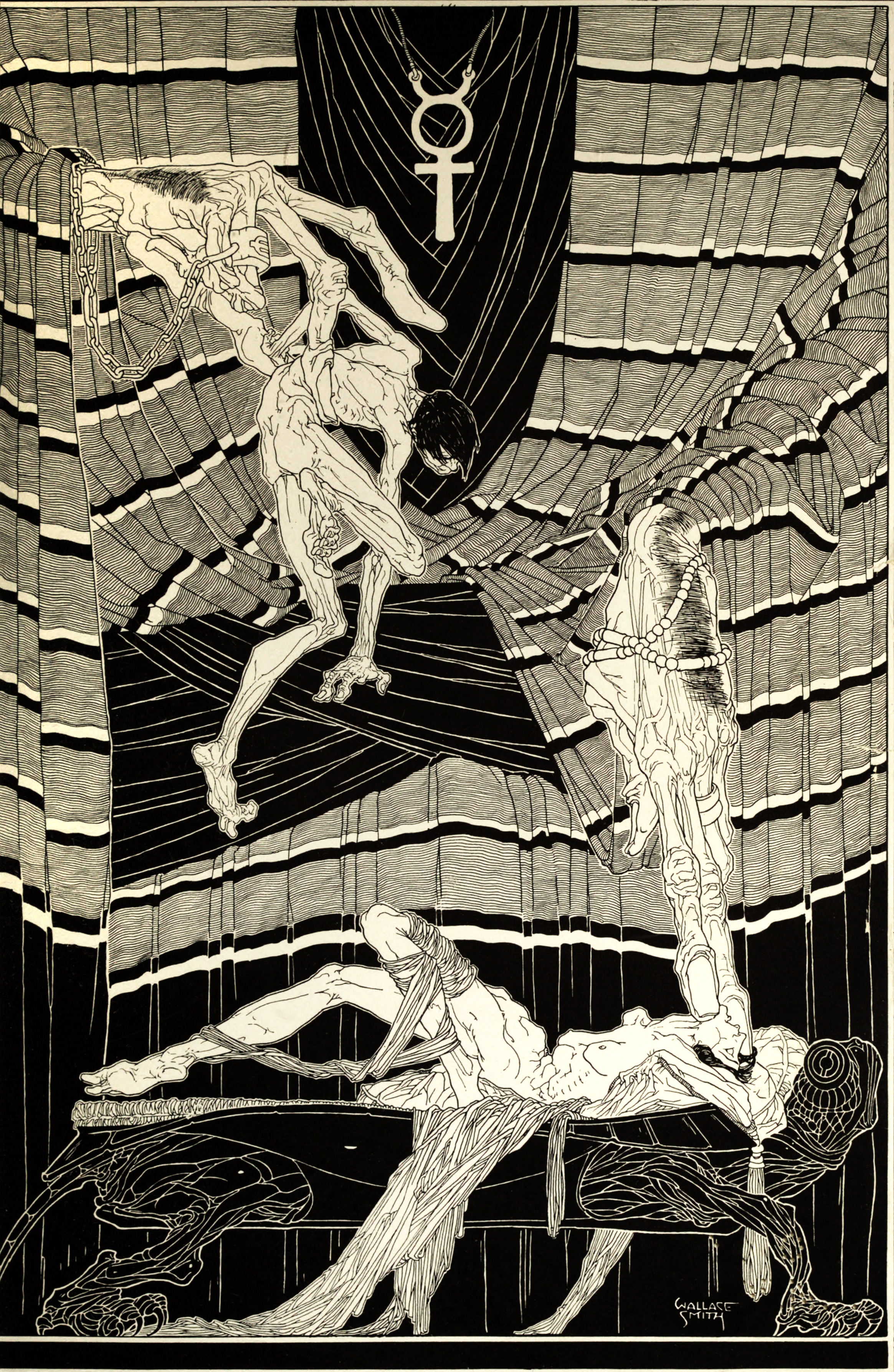
Fantazius Mallare - Sixth Drawing
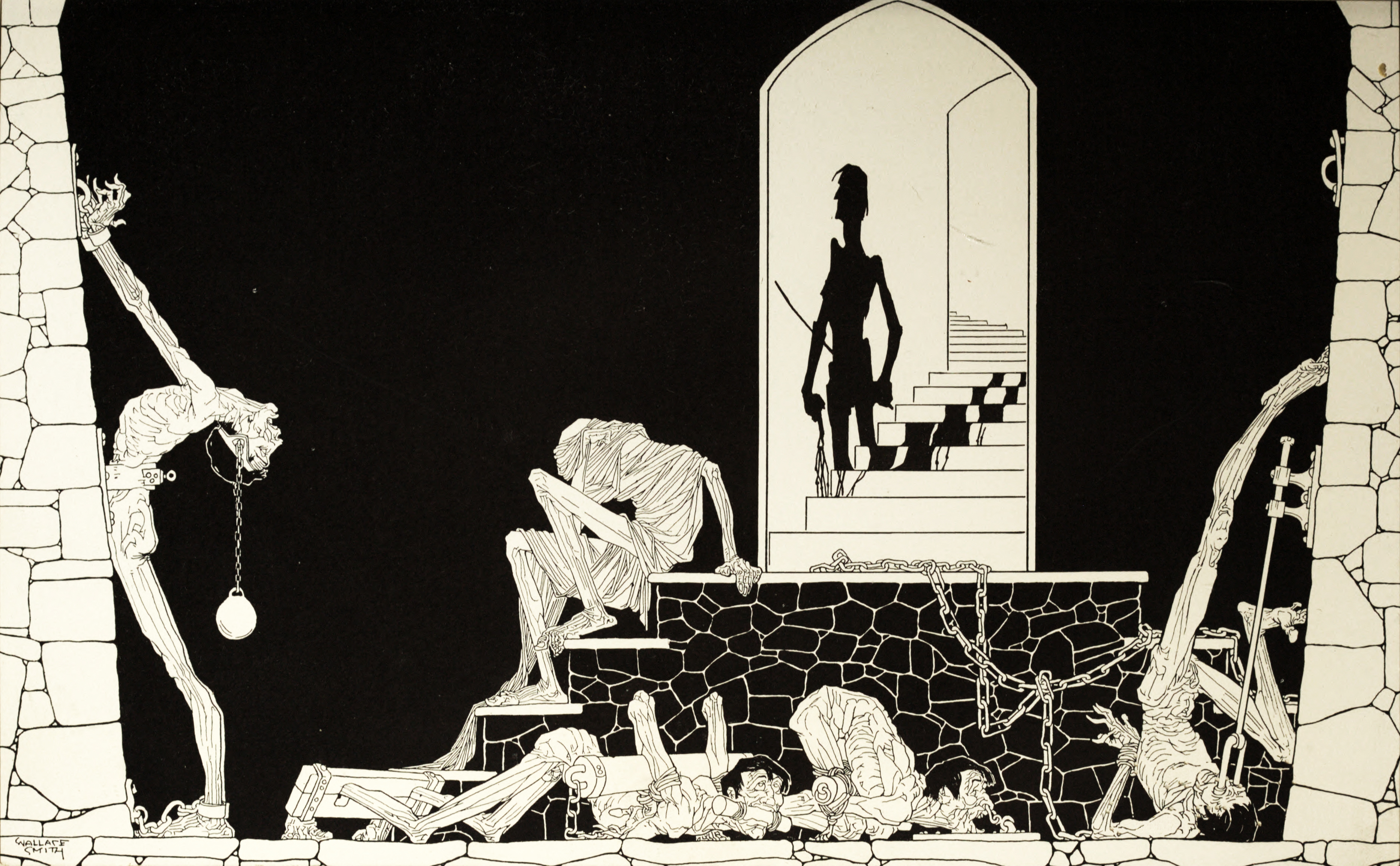
Fantazius Mallare - Seventh Drawing
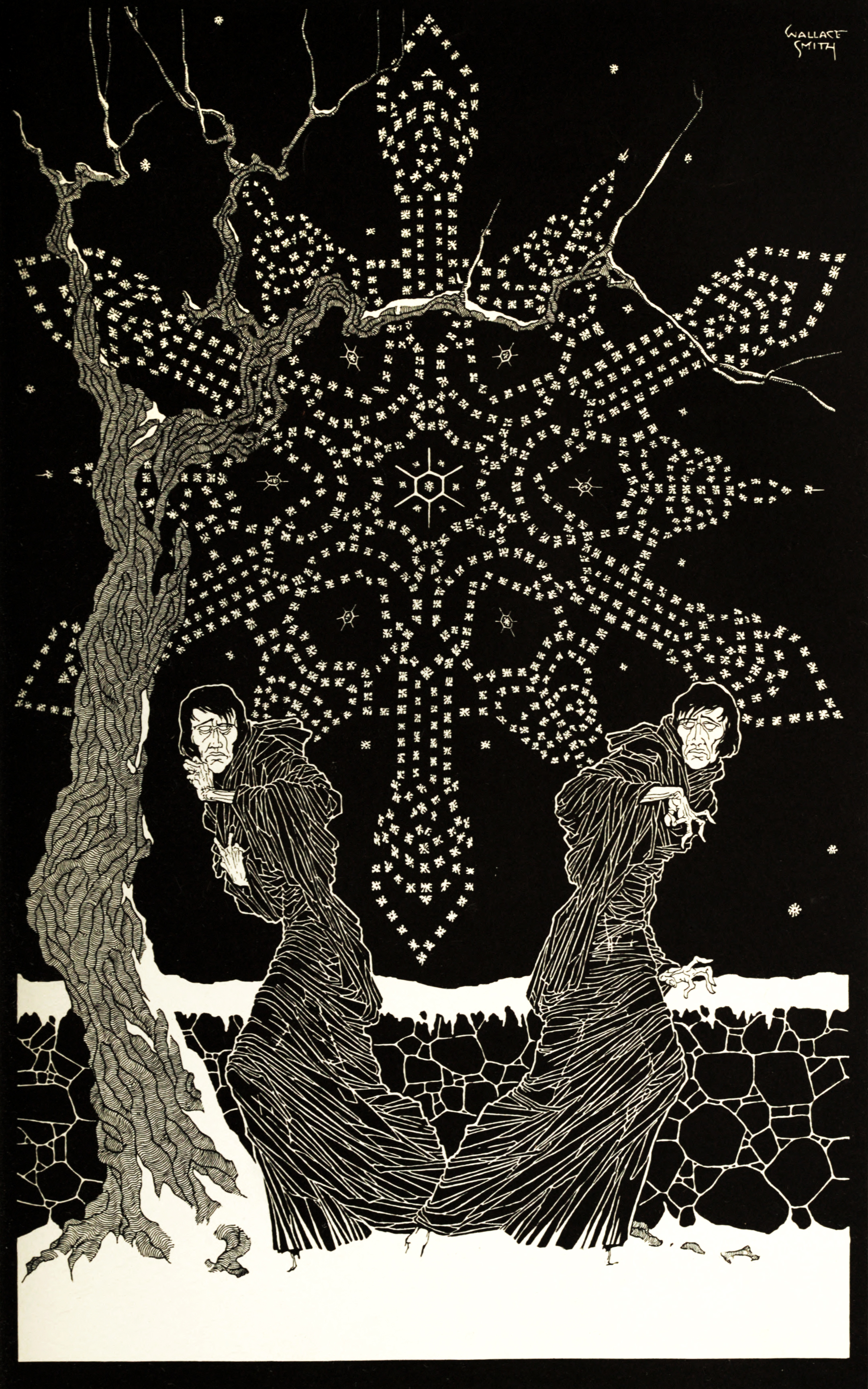
Fantazius Mallare - Eighth Drawing
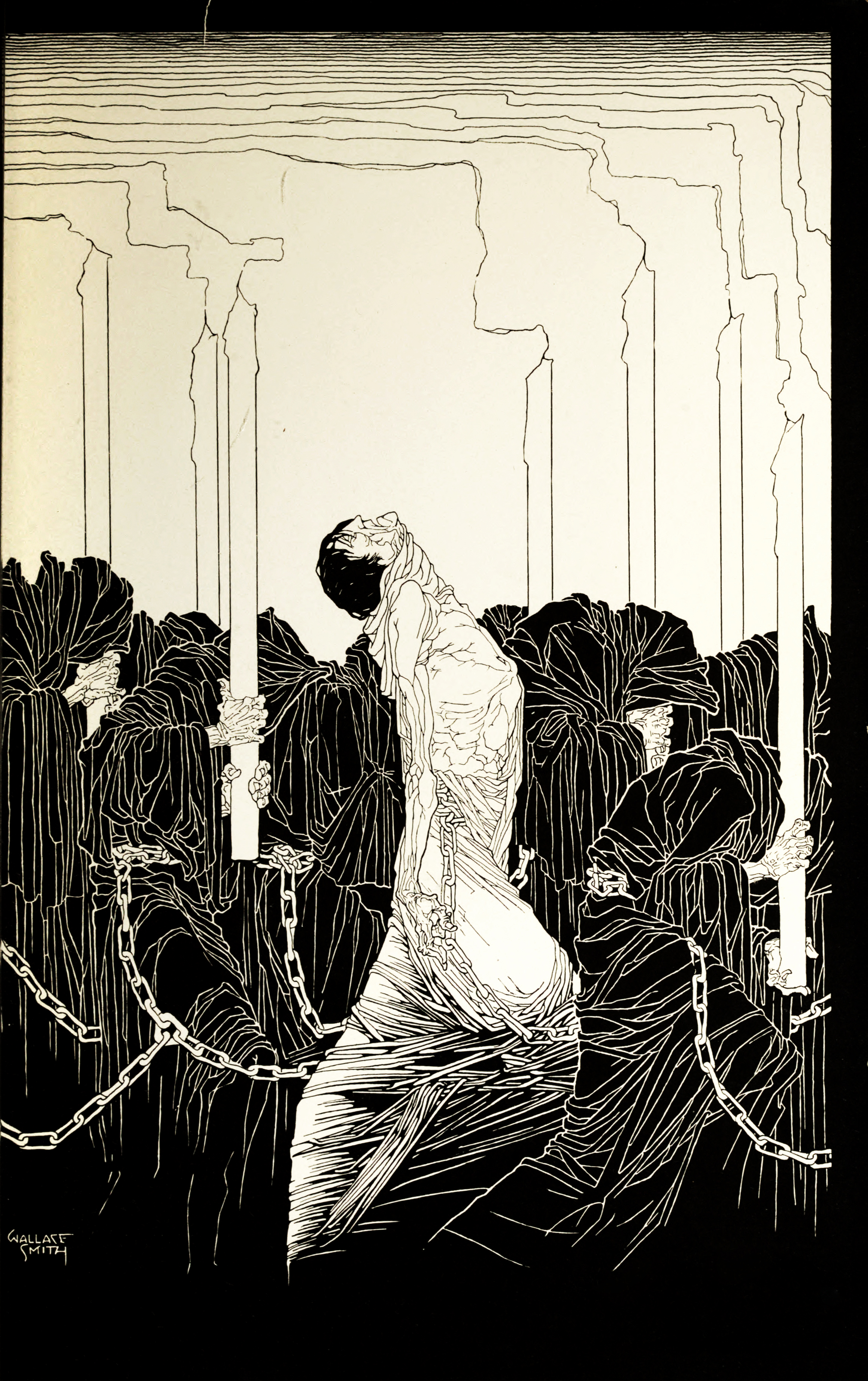
Fantazius Mallare - Ninth Drawing
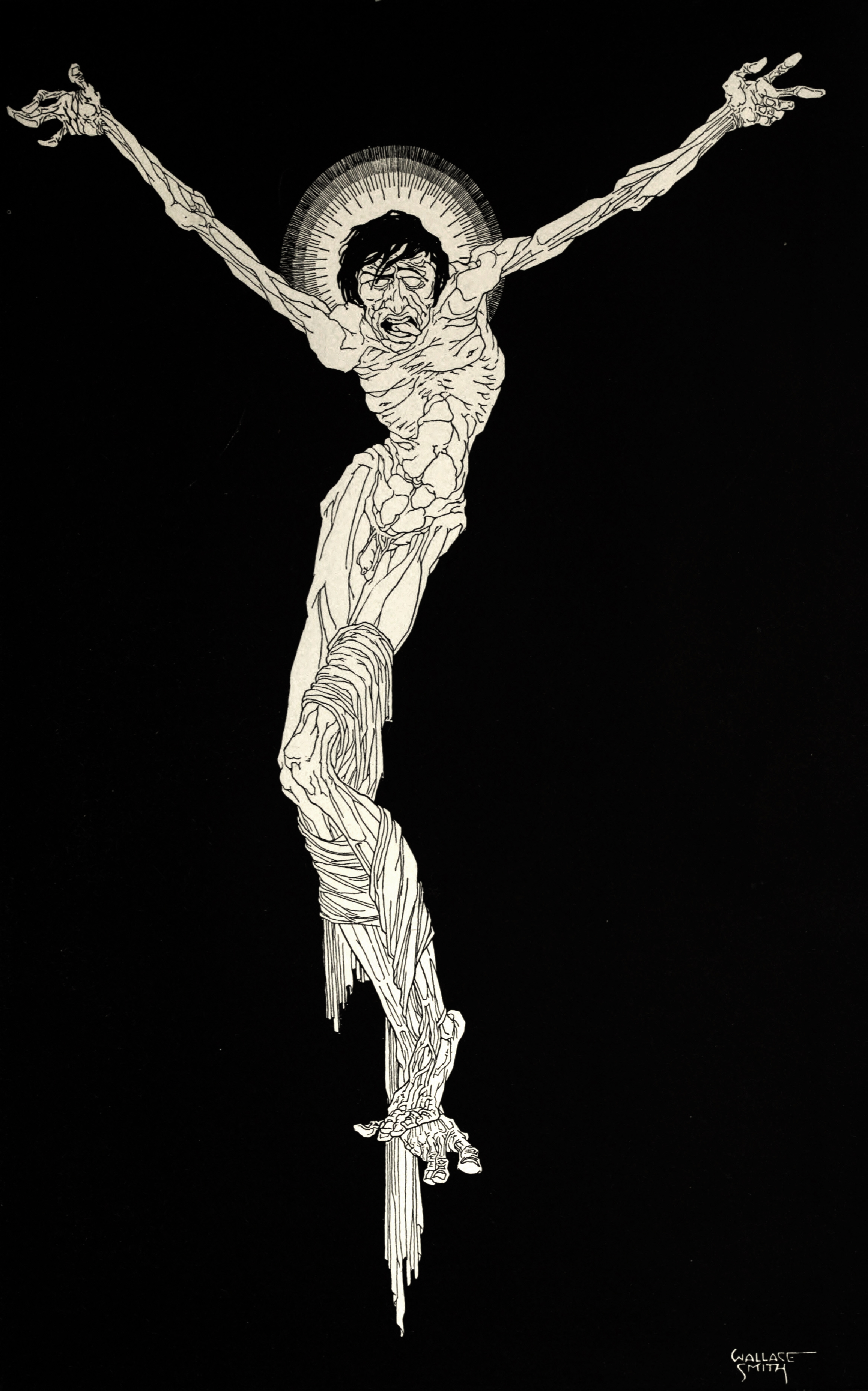
Fantazius Mallare - Tenth Drawing
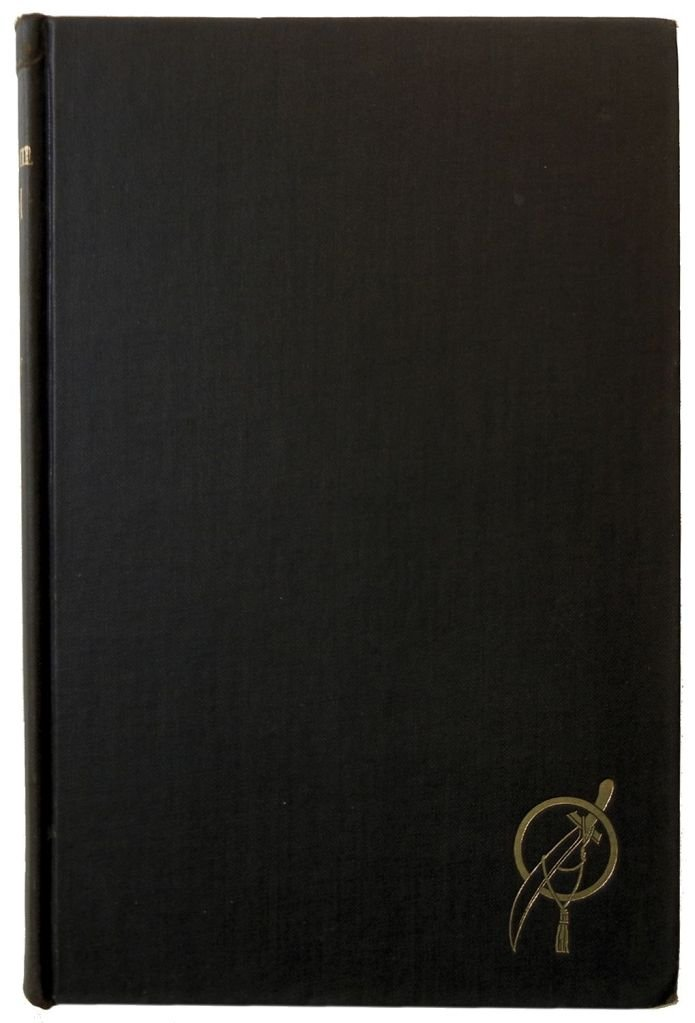
Fantazius Mallare - Book Cover
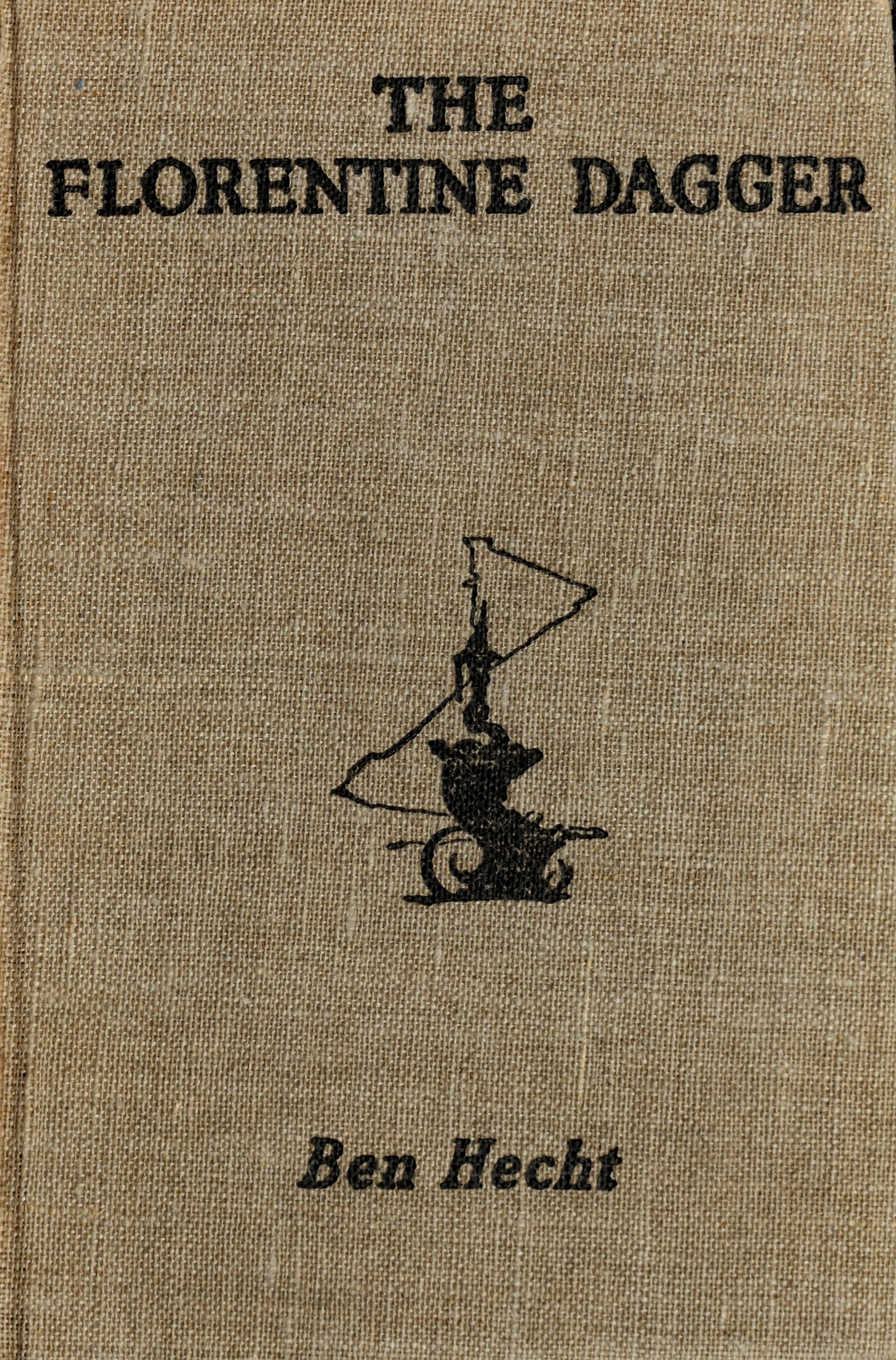
Florentine Dagger Cover
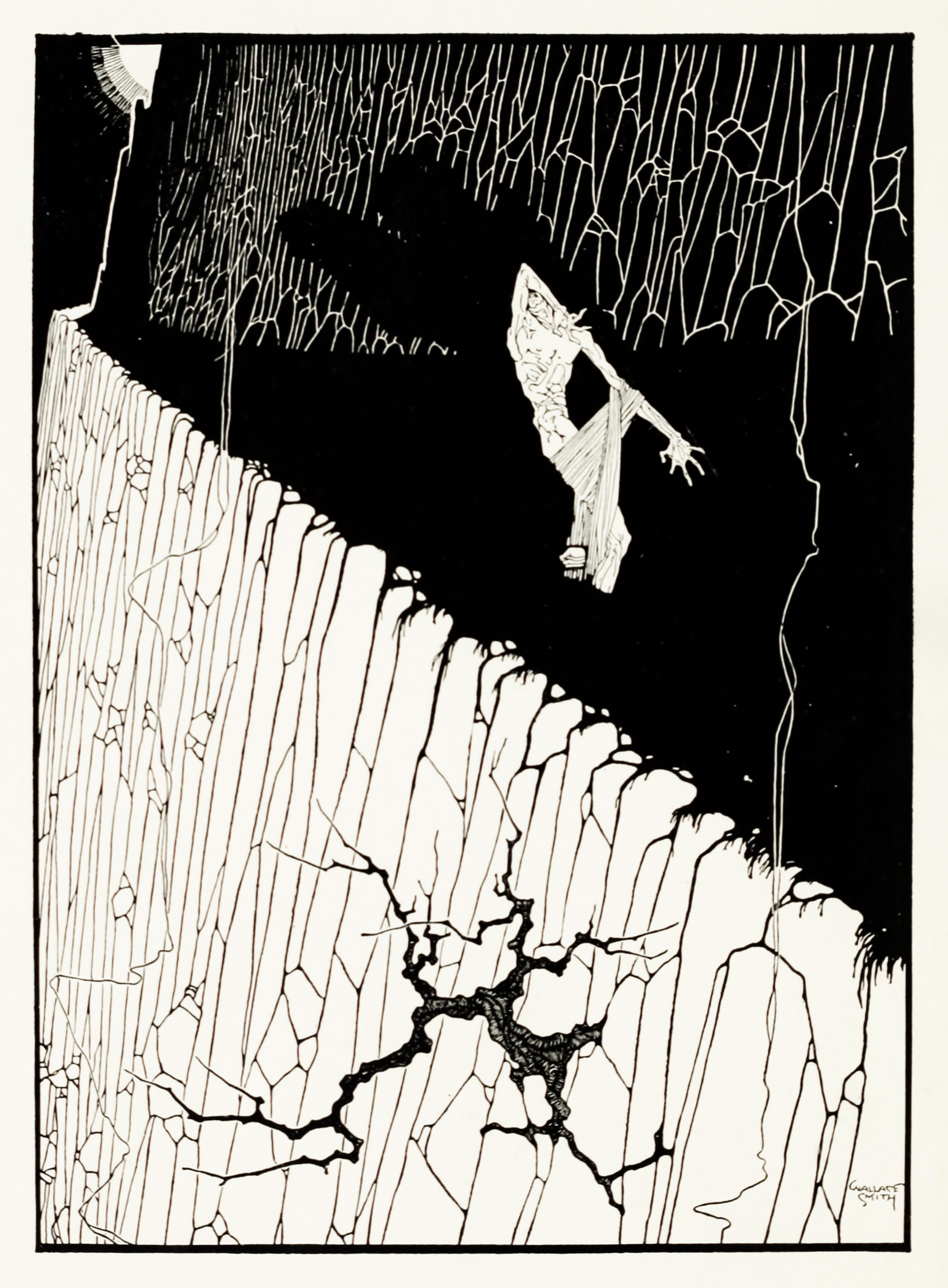
Florentine Dagger Frontispiece
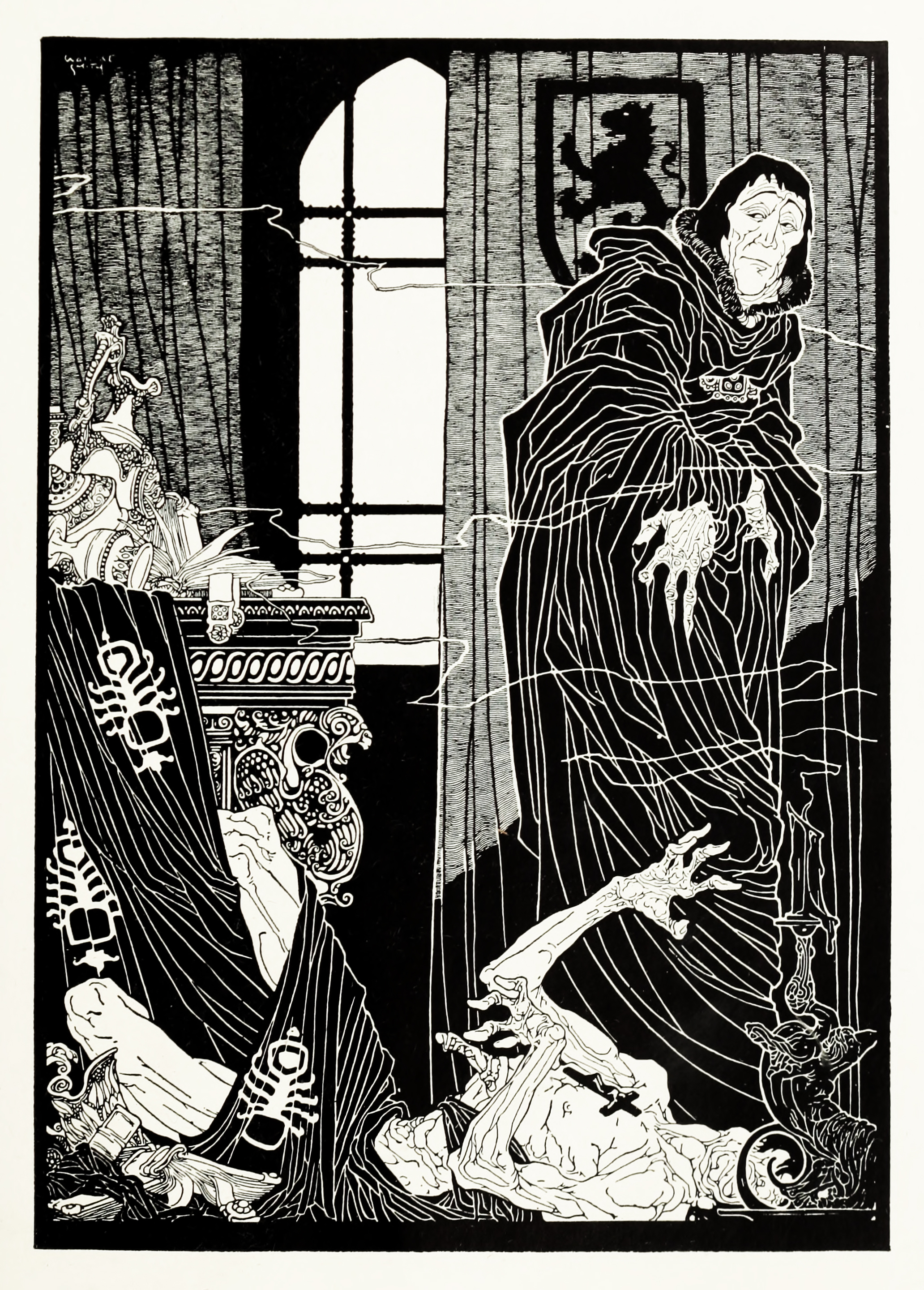
Florentine Dagger - First Drawing
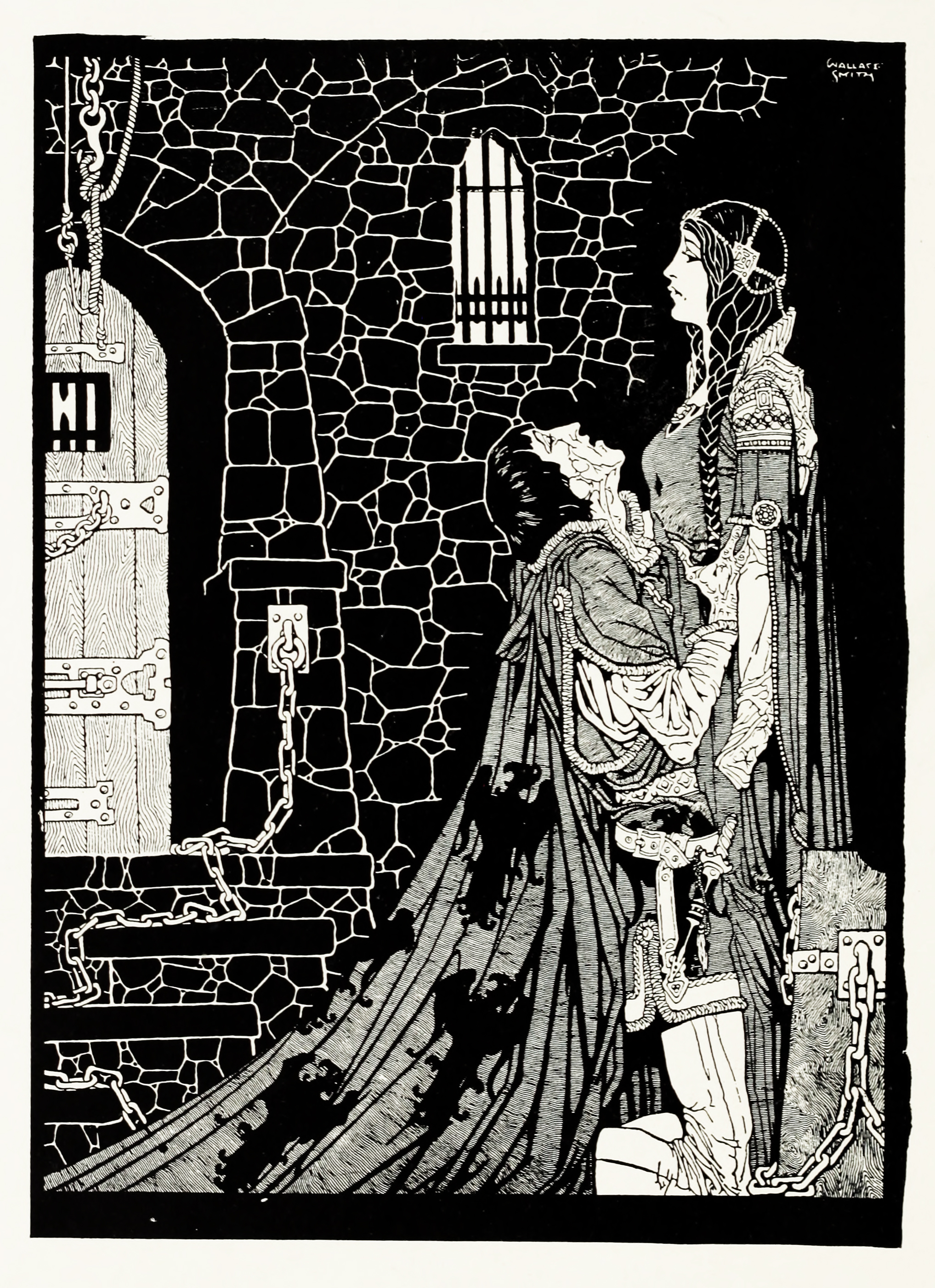
Florentine Dagger - Second Drawing
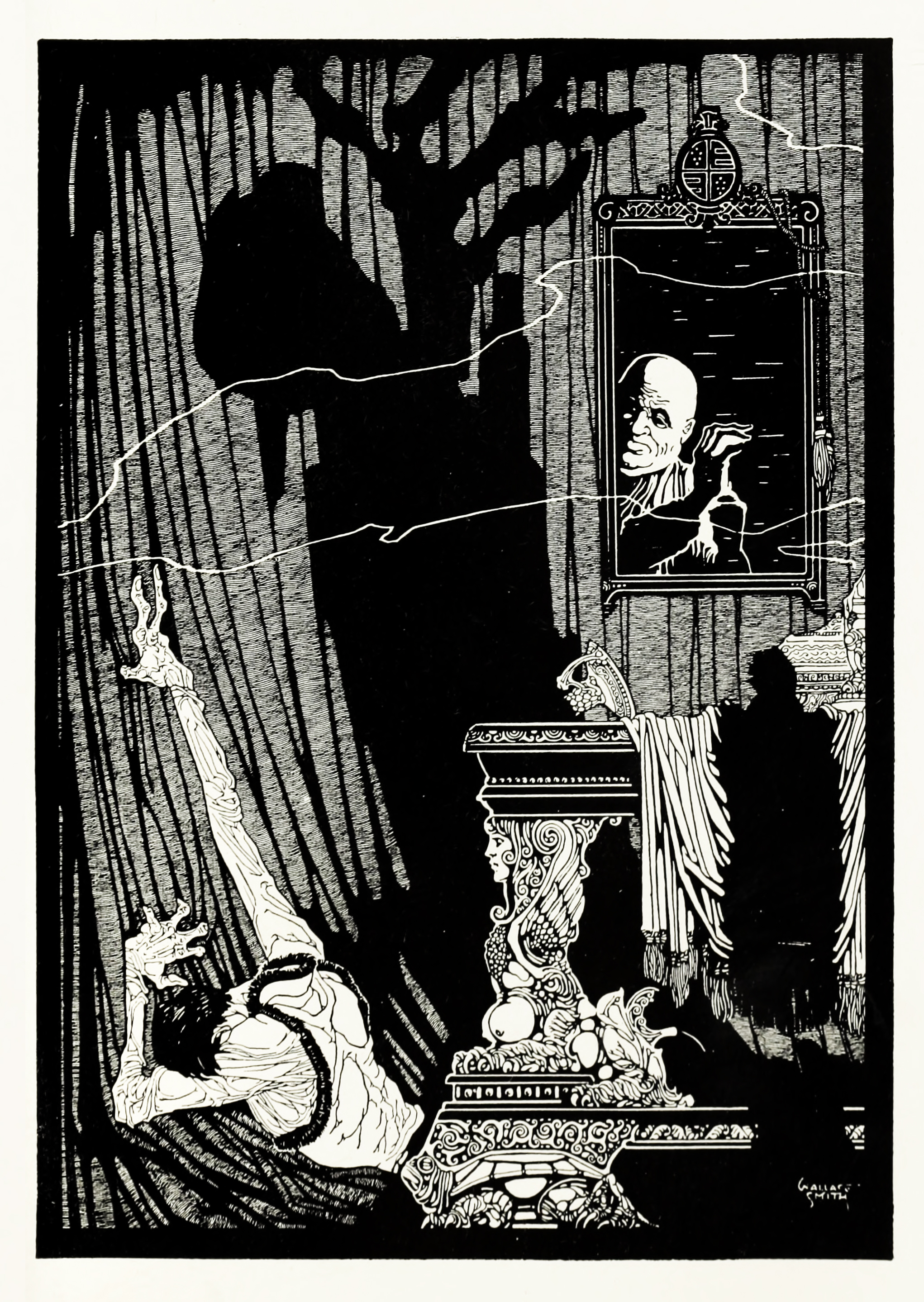
Florentine Dagger - Third Drawing
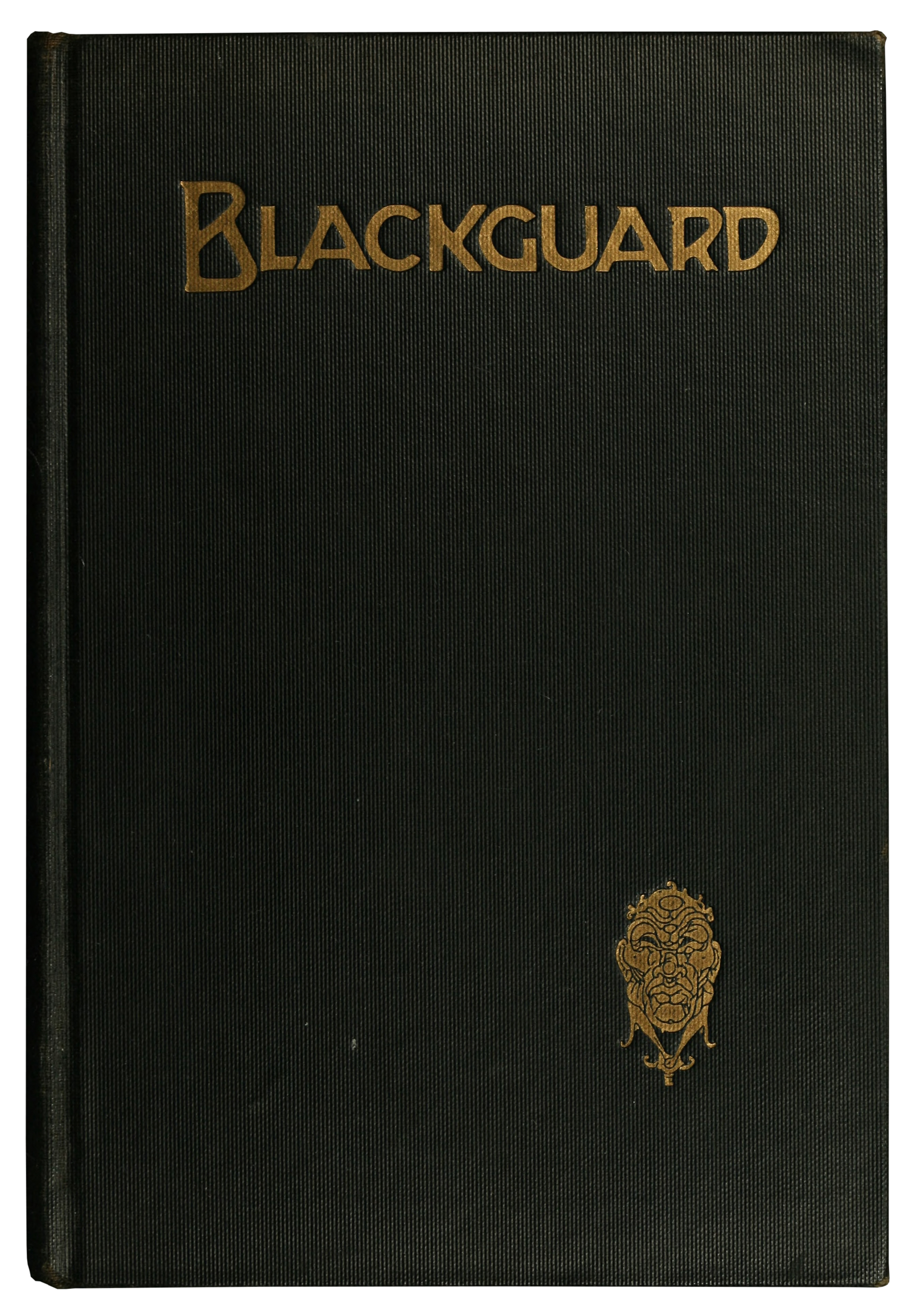
Blackguard Cover design
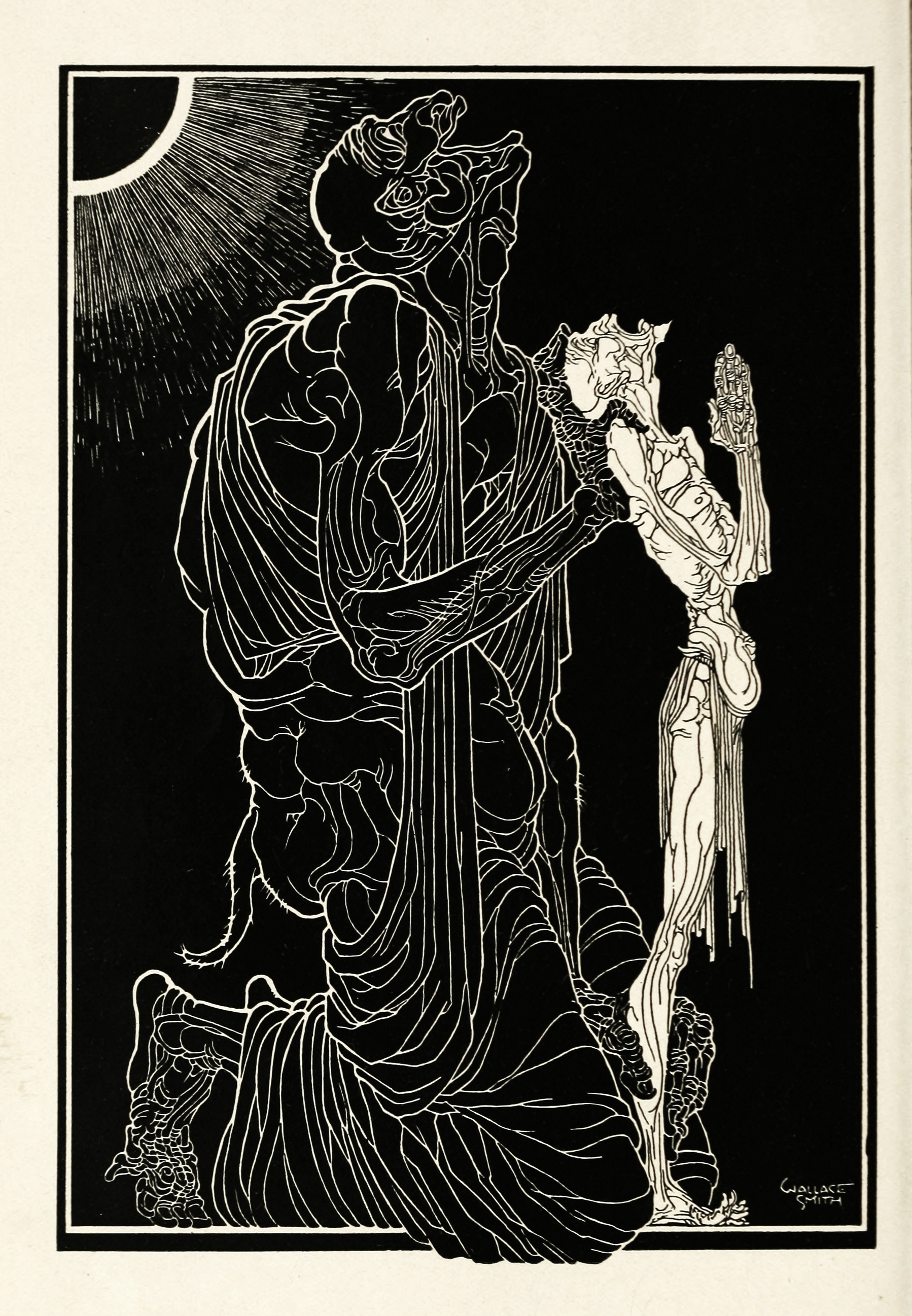
Blackguard Frontispiece
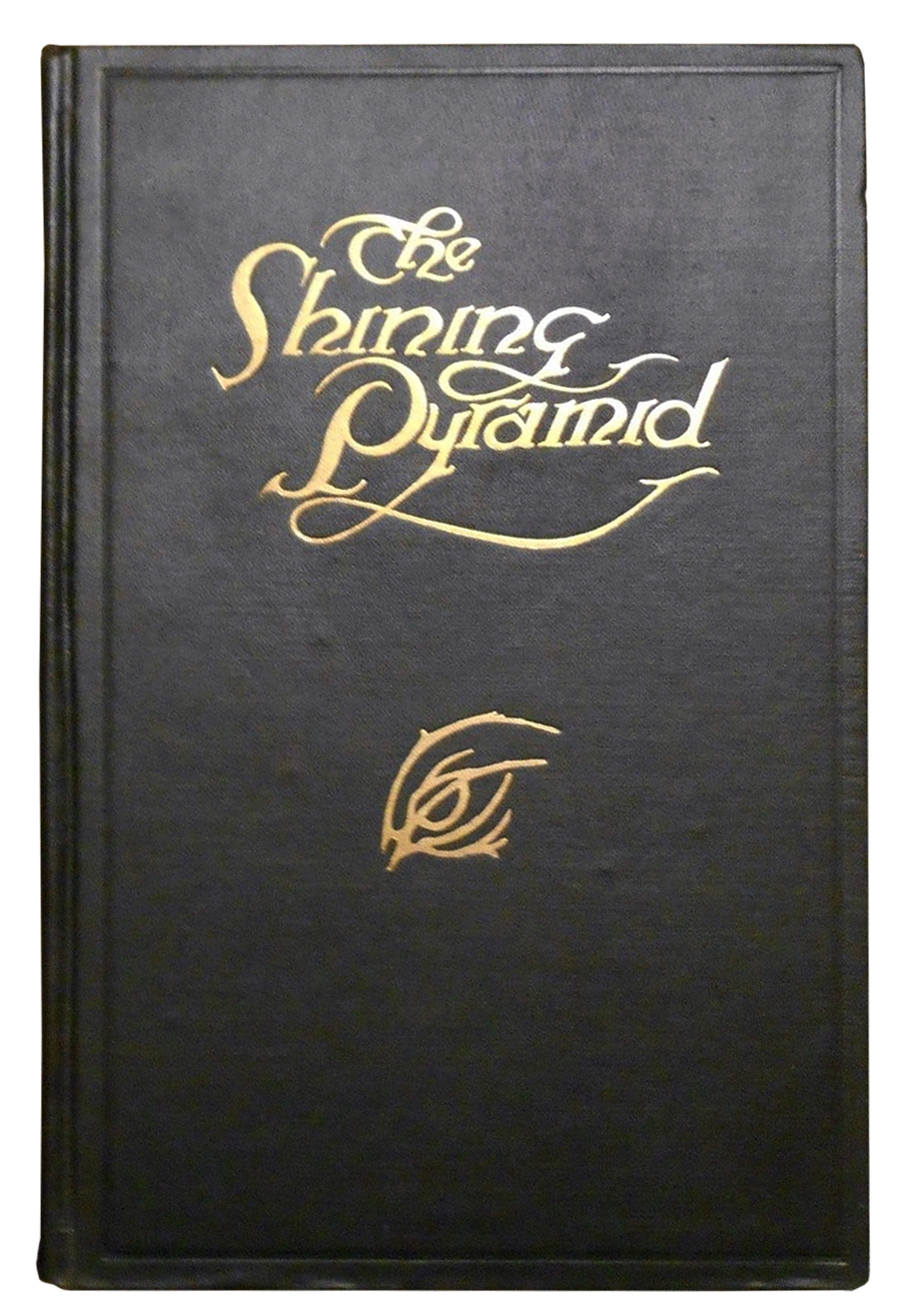
The Shining Pyramid Book Cover

## Œuvres

### Illustrations pour des livres
- Ed W. Smith, Knockouts I have Seen, 1922, Chicago (The Smith-Spinner Publishing Co.)
- Ben Hecht, Fantazius Mallare: a Mysterious Oath, 1922, Chicago (Covici-McGee)
- Ben Hecht, The Florentine Dagger: A Novel for Amateur Detectives, 1923, New York (Boni and Liveright)
- Benjamin De Casseres, The Shadow Eater, 1923, New York (American Library Service)
- Maxwell Bodenheim, Blackguard, 1923, Chicago (Covici-McGee)
- Arthur Machen, The Shining Pyramid, 1923, Chicago (Covici-McGee)

### Romans
- The Little Tigress: Tales Out of the Dust of Mexico, 1923, New York (Putnam)
- On the Trail in Yellowstone, 1924, New York (Putnam)
- Oregon Sketches, 1925, New York/London (Putnam)
- Are You Decent?', 1927 New York/London (Putnam)
- Tiger's Mate, 1928, New York (Putnam)
- The Captain Hates the Sea, 1933, New York (Covici-Fried)
- Bessie Cotter, 1934, New York (Covici-Fried)
- La Cucaracha: The Story of a Flute Player in Pancho Villa's Band, 1935, article for Collier's Weekly.
- The Happy Alienist: a Viennese Caprice,1936, New York (Harrison Smith and Robert Haas)

Traductions en français
- Le Capitaine déteste la mer, trad. fr. Paul Méral, Paris, Gallimard, coll. NRF, 217 p., 1937.
- Bessie Cotter, trad. fr. Maurice Sachs, Paris, Gallimard, coll. NRF, 254 p., 1939 ; rééd. Paris, Les Belles Lettres, coll. Domaine étranger, 232 p., 2024  (ISBN 978-2251455662)

### Scénariste
- 1926 : West of Broadway de Robert Thornby
- 1927 : La Sirène de Venise (Venus of Venice) de Marshall Neilan
- 1934 : Le capitaine déteste la mer (The Captain Hates the Sea) de Lewis Milestone
- 1934 : El Matador (The Trumpet Blows) de Stephen Roberts
- 1935 : Seven Keys to Baldpate de William Hamilton et Edward Killy (d'après le roman d'Earl Derr Biggers publié en 1913)
- 1937 : Sa dernière carte (Her Husband Lies) d'Edward Ludwig